# Lispe melaleuca
Lispe melaleuca este o specie de muște din genul Lispe, familia Muscidae, descrisă de Friedrich Hermann Loew în anul 1847. Conform Catalogue of Life specia Lispe melaleuca nu are subspecii cunoscute.